# Каваджик (Саръшабанско)
Каваджик (на гръцки: Λευκάδι, Левкади, до 1926 година Καβατζίκ, Кавадзик) е бивше село в Гърция, разположено на територията на дем Места (Нестос), административна област Източна Македония и Тракия.

## География
Каваджик е било разположено на 400 m надморска височина в Урвил североизточно от Кавала. Селото има две махали - Горно Каваджик (Ано Левкади) - южна и Долно Каваджик (Като Левкади) - северна.

## История

### В Османската империя
В XIX век Каваджик е турско село в Саръшабанската каза на Османската империя. Съгласно статистиката на Васил Кънчов („Македония. Етнография и статистика“) към 1900 година Каваджик е турско селище и в него живеят 215 турци.

### В Гърция
В 1913 година селото попада в Гърция след Междусъюзническата война. През 20-те години турското му население се изселва по споразумението за обмен на население между Гърция и Турция след Лозанския мир и на негово място са заселени 36 семейства гърци бежанци или 128 души. В 1926 година името му е сменено на Левкади.
Българска статистика от 1941 година показва 80 жители.
Селото произвежда предимно тютюн. Разпада се през 60-те години.
| Година    | 1913 | 1920 | 1928 | 1940 | 1951 | 1961 | 1971 | 1981 | 1991 | 2001 | 2011 | 2021 |
| --------- | ---- | ---- | ---- | ---- | ---- | ---- | ---- | ---- | ---- | ---- | ---- | ---- |
| Население | 231  | 189  | 136  | 203  | 127  | 73   |      |      |      |      |      |      |